# Lindomar Terena
Lindomar Ferreira da Silva, mais conhecido como Lindomar Terena (Anastácio, 18 de abril de 1974) é uma liderança indígena brasileira do povo Terena.

## Biografia
Nasceu na aldeia Argola da Terra Indígena Cachoeirinha, no município de Anastácio, no Mato Grosso do Sul. Depois de terminar o estudo fundamental teve de ajudar no sustento da família cortando cana e executando trabalhos esporádicos para os fazendeiros da região. Começou a se interessar pela política em torno de 2003, participando de atividades para capacitação de lideranças promovidas pelo Conselho Indigenista Missionário (CIMI), inteirando-se também sobre questões ambientais e territoriais.
Destacou-se inicialmente como uma liderança na comunidade Tumuné Kalivono, que havia sido despejada de uma área de retomada localizada na Fazenda Petrópolis. Convidado pela Rede de Saberes para o Encontro de Acadêmicos Indígenas de Mato Grosso do Sul de 2007, lá solicitou apoio dos estudantes indígenas nas ações de retomada. Passou a participar de encontros de lideranças, a partir dos quais foi organizada a primeira assembleia do povo Terena em 2012, quando foi criado o Conselho do Povo Terena.
Foi cacique da aldeia Argola, suplente de vereador em Miranda pelo PT, coordenador do Distrito Sanitário Indígena do Mato Grosso do Sul, membro do Conselho dos Povos Indígenas de Mato Grosso do Sul, e foi indicado pela Articulação dos Povos Indígenas do Brasil (APIB) como representante dos povos indígenas do Brasil no Fórum Permanente da Organização das Nações Unidas, posto que ocupou a partir de 2013 e lhe deu visibilidade internacional, denunciando a violência contra pessoas e as violações de direitos que os povos nativos sofrem no país. É membro do Conselho do Povo Terena e coordenador executivo da APIB. Foi uma das testemunhas convocadas no julgamento do manejo da pandemia de covid-19 pelo governo Bolsonaro no Tribunal Permanente dos Povos. Tem participado de muitas reivindicações e movimentos em favor dos indígenas e segundo o Grupo de Pesquisa Sul-Sur da UFBA, Terena é uma das principais lideranças do seu povo.
No parecer do relator da CPI da CIMI foi apontado como um dos responsáveis pela invasão de propriedades e atos de violência. Contudo, segundo Lenir Ximenes, o relator tentava criminalizar os movimentos indígenas de retomada de suas terras. Seu ativismo lhe rendeu ameaças de morte e por isso foi incluído no Programa de Proteção aos Defensores dos Direitos Humanos. Em entrevista ao jornal mexicano La Jornada, Terena disse:
| “                 | O povo Terena luta pela recuperação do seu território, que é o principal problema que tem, e os maiores inimigos são as grandes fazendas de plantações de monocultivo, e outros, como a própria instituição do Estado, que nos quer manter sob o controle através da repressão da polícia, que em conjunto com os pistoleiros nos ameaçam de morte. [...] Dentro do povo Terena, há uma unanimidade em torno da luta pelo território. O nosso inimigo comum é o sistema que nos persegue, nos oprime e nos criminaliza. Sempre nos coloca contra a sociedade. No Brasil, não existe vontade para resolver os nossos conflitos. Vivemos ameaçados e perseguidos porque continuamos exigindo o reconhecimento do território. Nossa gente entende que a solução para acabar com a ameaça, com as perseguições, será quando o Estado resolver e cumprir a Constituição do país. Mas não há interesse político para resolver os nossos conflitos. | ” |
| — Lindomar Terena | |   |